# Bistrups sogn
Bistrups sogn (danska: Bistrup Sogn) är en församling i Rudersdals kontrakt (provsti) i Helsingörs stift i Danmark. Församlingen ligger i Rudersdals kommun i Region Hovedstaden. Den hörde före kommunreformen 1970 till Lynge-Kronborgs härad i Frederiksborg amt.
Den 1 januari 2012 hade församlingen 8 487 invånare, varav 6 280 (74,00 procent) var medlemmar i Danska folkkyrkan.

## Kyrkobyggnader
- Bistrups kyrka